# Erik Per Sullivan
Erik Per Sullivan (Worcester (Massachusetts), 12 juli 1991) is een Amerikaans voormalig acteur.
Sullivan speelde al op zijn vijfde toneel op de kleuterschool, naar de overtuiging van zijn vader zo goed dat hij werd opgegeven voor een auditie voor een "grote Hollywood-film". Dat bleek Armageddon te zijn: Erik is in twee scènes welgeteld 12 seconden te zien.
Zijn tweede film werd The Cider House Rules (1999), naar het boek van John Irving, met onder andere Tobey Maguire en Michael Caine die een Oscar voor zijn rol kreeg. Sullivan speelt het zieke weesje Fuzzy. 
Dankzij deze film kreeg hij een rol aangeboden in de televisieserie Malcolm in the Middle (2000).
In Finding Nemo (2003) geeft Sullivan zijn stem aan Sheldon het zeepaardje.

## Filmografie
- Armageddon (1998) (wordt in de aftiteling niet vermeld)
- The Cider House Rules (1999)
- Malcolm in the Middle (2000) televisieserie
- Wendigo (2001)
- Joe Dirt (2001)
- Unfaithful (2002)
- Finding Nemo (2003)
- Christmas with the Kranks (2004)
- Once Not Far from Home (2005)

- International Standard Name Identifier: 0000 0000 4460 8457
- Library of Congress Control Number: no2004052798
- Virtual International Authority File: 66182096
- WorldCat: E39PBJhd8dDJjYYC3Cy96tTrbd